# مونيا كستنائي الصدر
مونيا كستنائية الصدر (بالإنجليزية: Chestnut-breasted mannikin)‏ هو نوع من الطيور من فصيلة شمعية المنقار
تنتشر هذا النوع في الوطن العربي وهو يعرف أيضا باسم طائر المانكين ذو الصدر الكستنائى